# Rio Bratia
O Rio Bratia é um rio da Romênia afluente do Rio Târgului, localizado no distrito de Argeş.